# Sân bay quốc tế El Salvador
Sân bay quốc tế Comalapa (IATA: SAL, ICAO: MSLP), tên thường gọi là Sân bay quốc tế Comalapa hay Sân bay quốc tế El Salvador là một sân bay El Salvador. Sân bay này có cự ly 50 km so với thủ đô San Salvador ở El Salvador. Sân bay được xây vào thập niên 1970 để thay thế Sân bay quốc tế Ilopango chuyển qua dùng quân sự và bay thuê chuyến. Năm 2008, sân bay này phục vụ 2.076.258 lượt khách, là sân bay bận rộn nhất El Salvador và một trong những sân bay bận rộn nhất Trung Mỹ.

## Hãng hàng không và tuyến bay
| Hãng hàng không                          | Các điểm đến |
| ---------------------------------------- | --- |
| Air Transat                              | Seasonal: Montreal-Trudeau, Toronto-Pearson |
| American Airlines                        | Dallas/Fort Worth, Los Angeles [kết thúc vào ngày 22 tháng 8 năm 2011], Miami |
| Avianca                                  | Bogotá |
| CanJet                                   | Seasonal: Toronto-Pearson |
| Continental Airlines                     | Houston-Intercontinental, Newark |
| Copa Airlines                            | Panama City |
| Delta Air Lines                          | Atlanta |
| Iberia                                   | Guatemala City, Madrid |
| Spirit Airlines                          | Fort Lauderdale |
| TACA Airlines includes Lacsa & TACA Peru | Belize City, Cancún, Chicago-O'Hare, Dallas/Fort Worth, Guatemala City, Guayaquil, La Habana [bắt đầu từ ngày 9 tháng 8 năm 2011], Houston-Intercontinental, Lima, Los Angeles, Managua, Mexico City, Miami, New York-JFK, Orlando, Panama City, Roatán, San Francisco, San José de Costa Rica, San Pedro Sula, Tegucigalpa, Toronto-Pearson, Washington-Dulles |

### Vận chuyển hàng hóa
| Hãng hàng không                    | Các điểm đến |
| ---------------------------------- | ------------ |
| Amerijet International             |              |
| Copa Airlines Cargo                |              |
| FedEx Express                      |              |
| Florida West International Airways |              |
| TACA                               |              |
| UPS Airlines                       |              |